# 山本龍二
山本 龍二（やまもと りゅうじ、1954年7月3日 - ）は、日本の俳優。東京都出身。劇団青年座所属。

## 人物
- 血液型 A型
- 身長 180cm
- 特技 柔道
- 学歴 桐朋学園芸術短期大学演劇専攻卒業。

## 出演

### テレビドラマ

#### NHK
- 大河ドラマ
  - 花の乱（1994年） - 六角高頼
  - おんな城主 直虎（2017年） - 山県昌景
  - 青天を衝け（2021年） - 宿屋の主人
- トップセールス（2008年） - 三澤
- 監査法人（2008年） - 山岸弘文
- 帽子 (テレビドラマ)（2008年） - 市村理事
- ラストマネー -愛の値段-（2011年） - 柏木博嗣
- 薄桜記（2012年） - 左右田孫兵衛
- 百合子さんの絵本 〜陸軍武官・小野寺夫婦の戦争〜（2016年） - 小谷幸雄
- 忠臣蔵の恋〜四十八人目の忠臣〜（2016年） - 落合与左衛門
- アシガール（2017年） - 坂口寿久
- 家康、江戸を建てる（2019年） - 勘六

#### 日本テレビ
- 火曜サスペンス劇場
  - 「女監察医・室生亜季子27・複合死因」（2000年）
  - 「下町・銭湯騒動記5」（2005年） - 高山寅男 役
- 東京大空襲（2008年）
- OLにっぽん（2008年） - 石松部長 役
- ブルドクター（2011年） - 小出進 役

#### TBS
- 職員室（1997年） - 神田隆志 役
- 虹のかなた（2004年） - 柴田守 役
- こちら本池上署（2004年） - 新井康晶 役
- 3年B組金八先生
  - 第7シリーズ 第3話（2004年10月29日） - 天野隆の父 役
  - 第8シリーズ（2007年10月 - 2008年3月） - 北山聡 役
- 幸せになりたい! 第9話（2005年） - 林田 役
- セーラー服と機関銃（2006年） - 酒井金造 役
- 冗談じゃない!（2007年） - 奥野信雄 役
- ROOKIES（2008年5月） - 水原監督 役
- あの戦争は何だったのか 日米開戦と東條英機（2008年） - 岡敬純 役
- 東京少女日向千歩 第4話「少女まっしぐら」（2009年1月24日、BS-i） - 天使 役
- オルトロスの犬（2009年） - 柴田宗助 役
- 浅見光彦〜最終章〜（2009年） - 橋田亮介 役
- 運命の人（2012年） - 岩代警部補 役
- 確証〜警視庁捜査3課（2013年） - 猪野勝也 役
- 警部補・杉山真太郎〜吉祥寺署事件ファイル（2015年） - 佐伯竜司 役
- 月曜ドラマスペシャル
  - 「保険調査員 しがらみ太郎の事件簿2」（1996年） - 永井徳一郎 役
- 月曜ミステリー劇場
  - 「カードGメン・小早川茜4」（2002年） - 伊藤肇 役
  - 「警視庁三係・吉敷竹史シリーズ1」（2004年） - 畑山岩男 役
- 月曜ゴールデン
  - 「松本清張スペシャルドラマ・塗られた本（2007年） - 島本隆 役
  - 「ガラスの牙1」（2007年） - 前田次長 役
  - 「浅見光彦シリーズ26」（2008年） - 朱鷺勝蔵 役
  - 「内部調査官・水平直の報告書」（2011年） - 宮尾啓一 役
- 月曜名作劇場
  - 「ミステリー作家・朝比奈耕作シリーズ・花咲村の惨劇」（2016年） - 佐伯賢三 役
  - 「あんみつ検事の捜査ファイル2」（2017年） - 浜崎警視 役

#### フジテレビ
- おもいっきり探偵団 覇悪怒組（1987年） 第14話、第29話
- 少女コマンドーIZUMI（1987年）
- 盤嶽の一生 第5話「落としもの」（2002年） - 磯辺新十郎
- 美女か野獣（2003年） - 坂本大輔
- ディビジョン1 ステージ2『RUNNER'S HIGH』（2004年） - 小峰芳和
- 翼の折れた天使たち（2006年） - 吉井奈央の父
- 金曜プレステージ
  - 事件記者〜警視庁記者クラブ〜（2008年）
  - 「鬼平犯科帳スペシャル 引き込み女」（2008年） - 富蔵
- フリーター、家を買う。（2010年） - 塚本学
- グッドライフ〜ありがとう、パパ。さよなら〜（2011年） - 谷記者
- 東野圭吾ミステリーズ 第9話「結婚報告」（2012年9月6日） - 酒井 役
- 幸せになる3つの買い物（2013年） - 堀内健蔵
- 朝が来る（2016年） - 山本哲也

#### テレビ朝日
- はぐれ刑事純情派
  - 第12シリーズ（1999年） - 松下雄二 役
  - 第14シリーズ（2001年） - 佐久間裕一 役
- 29歳の憂うつ パラダイスサーティー（2000年）
- 流転の王妃・最後の皇弟（2003年） - 特高警察 役
- 吉原炎上（2007年） - 田村英之進 役
- 刑事一代 平塚八兵衛の昭和事件史（2009年） - 清水刑事 役
- 相棒
  - Season11 第3話（2012年） - 石堂龍臣 役
  - Season20 第12話（2022年） - 新井正二 役
- 遺留捜査（2014年） - 小野田和樹 役
- 警視庁・捜査一課長（2018年） - 鶴橋耕司 役
- 鉄道捜査官（2021年） - 北島靖男 役
- 土曜ワイド劇場
  - 「京都殺人案内30」（2007年） - 野田玉泉堂 役
  - 「温泉(秘)大作戦6」（2008年） - 新藤刑事 役
  - 「100の資格を持つ女〜ふたりのバツイチ殺人捜査〜3」（2010年） - 笠置警部 役

#### テレビ東京
- 日本怪談劇場 第13話「怪談 雪女」（1970年、12ch）- 定吉
- 日本名作怪談劇場 第11話「怪談 鰍沢」（1979年、12ch）
- 水曜ミステリー9
  - 「農家の嫁は弁護士!神谷純子のふるさと事件簿4」（2009年） - 北見信太郎
  - 「去りゆく日に」（2009年）
  - 「森村誠一サスペンス 刑事の証明4」（2012年） - 飯塚虎之助
- 怪奇恋愛作戦（2015年） - 番頭
- 冬芽の人（2017年） - 大城利幸
- 駐在刑事（2018年） - 増子良次
- 執事 西園寺の名推理2（2019年） - 雫石陽造
- 嫌われ監察官 音無一六 season1 第1話（2022年5月6日）- 佐橋篤行
- ジャンヌの裁き（2024年） - 蛇塚保[1]

#### WOWOW
- 石の繭（2015年） - 大辺マスター
- きんぴか（2016年） - 岩松円次
- 沈まぬ太陽（2016年） - 木川刑事

### 映画
- 難波金融伝・ミナミの帝王 - 多数の端役で出演
- わが心の銀河鉄道 宮沢賢治物語（1996年）
- 恋空（2007年） - 桜井博一 役
- アフタースクール (映画)（2008年） - 西村刑事
- 陰日向に咲く（2008年）
- 彼岸島（2010年1月） - 五十嵐 役
- 相棒 -劇場版IV- 首都クライシス 人質は50万人! 特命係 最後の決断（2017年） - 相楽敏夫
- 掟（2024年）[2]

### テレビアニメ
- 野生のさけび（1982年）
- ダーティペア（1985年） - 幹部 役

### ラジオドラマ
- 青春アドベンチャー（NHK-FM）
  - 「火喰鳥 羽州ぼろ鳶組」（2018年7月23日 - 8月3日）[3] - 語り

### OVA
- 銀河英雄伝説（1992年） - カルナップ中将 役

### 吹き替え
- スリング・ブレイド（カール・チルダース（ビリー・ボブ・ソーントン））
- チップス先生さようなら（メトカーフ（クリストファー・フルフォード）） ※NHK版

### 舞台
- TRASHMASTERS vol.39「掟」（2024年2月15日 - 25日、下北沢駅前劇場）[4]
- 劇団青年座創立70周年記念公演第3弾 / 劇団青年座 第258回公演「諸国を遍歴する二人の騎士の物語」（2024年9月28日 - 10月6日、吉祥寺シアター）[5]